# 213 (numero)
Duecentotredici (213) è il numero naturale dopo il 212 e prima del 214.

## Proprietà matematiche
- È un numero dispari.
- È un numero composto con quattro divisori: 1, 3, 71 e 213. Poiché la loro somma, escluso il numero stesso, vale 75<213, è un numero difettivo.
- È un numero semiprimo.
- È un numero 72-gonale.
- È un numero odioso.
- Può essere espresso in due modi diversi come differenza di due quadrati: {\displaystyle 213=37^{2}-34^{2}=107^{2}-106^{2}}.
- È parte delle terne pitagoriche (213, 284, 355), (213, 2516, 2525), (213, 7560, 7563), (213, 22684, 22685).
- È un numero congruente.

## Astronomia
- 213P/Van Ness è una cometa periodica del sistema solare.
- 213 Lilaea è un asteroide della fascia principale del sistema solare.

## Astronautica
- Cosmos 213 è un satellite artificiale russo.

## Altri ambiti
- L'additivo alimentare E213 è il conservante benzoato di calcio.
- +213 è il prefisso telefonico internazionale dell'Algeria.